# Pierre de Sergines
Pour les articles homonymes, voir Sergines (homonymie).
Pierre de Sergines, mort le 18 octobre 1244 près de Gaza, est un prélat catholique romain du XIIIe siècle.

## Biographie
Il était issu de la lignée des seigneurs de Sergines (aujourd'hui dans le département de l'Yonne).
Il fut d'abord abbé de Saint-Jacques de Provins puis il fut élu archevêque de Tyr en 1235.
Il combattait, en octobre 1244, dans la bataille de Forbie durant laquelle il mourut. 
Il était l'oncle de Geoffroy de Sergines.